# Saint-Hippolyte-de-Montaigu
Saint-Hippolyte-de-Montaigu település Franciaországban, Gard megyében. Lakosainak száma 249 fő (2022. január 1.). Saint-Hippolyte-de-Montaigu La Capelle-et-Masmolène, Flaux, Saint-Siffret és Saint-Victor-des-Oules községekkel határos.

## Népesség
A település népessége az elmúlt években az alábbi módon változott:
| Lakosok száma | 50   | 95   | 99   | 219  | 258  | 253  | 260  | 255  | 253  | 249  |
|               | 1968 | 1982 | 1990 | 2006 | 2013 | 2015 | 2017 | 2019 | 2020 | 2022 |